# Parafia Wniebowzięcia Najświętszej Maryi Panny w Przybiernowie
Parafia pod wezwaniem Wniebowzięcia Najświętszej Maryi Panny w Przybiernowie – parafia rzymskokatolicka należąca do dekanatu Golczewo, archidiecezji szczecińsko-kamieńskiej, metropolii szczecińsko-kamieńskiej. Prowadzą ją księża diecezjalni. Siedziba parafii mieści się w Przybiernowie.

## Kościół parafialny
Kościół pw. Wniebowzięcia Najświętszej Maryi Panny w Przybiernowie

## Kościoły filialne i kaplice
- Kościół pw. Matki Bożej Szkaplerznej w Kartlewie[1]
- Kościół pw. Świętego Krzyża w Ostromicach[1]